# Hydraulische lift
Een hydraulische lift is voorzien van een of meer cilinders die zorgen voor het op en neer gaan van de liftkooi. Tevens is dit type lift uitgerust met leidingen die in verbinding staan met het hydraulische aggregaat. 
Bij conventionele systemen hangt de cilinder in een diep gat in het midden van de putvloer. Aan weerszijden van de cilinder is een kooibuffer geïnstalleerd. Hydraulische machines bestaan uit een motor, een pomp en een hydraulisch stuurblok met daarin een aantal ventielen. Het stuurblok is via leidingen verbonden met een cilinder die voor de hefkracht zorgt. 
Tegenwoordig zijn de motor en de pomp meestal ingebouwd in een oliereservoir van het hydraulische aggregaat. De pomp moet het gewenste vermogen leveren en perst daartoe een bepaalde hoeveelheid olie (uitgedrukt in liters per minuut) door de leidingen in de cilinder, waardoor de liftkooi met de gewenste snelheid kan worden verplaatst. De door de pomp geleverde hoeveelheid olie blijft constant. Het hydraulische stuurblok regelt dat er olie in de gewenste hoeveelheid naar de cilinder kan doorstromen, waardoor de plunjer omhoog gaat en de liftkooi zich naar boven verplaatst. Om de liftkooi te doen zakken, laat het stuurblok de olie terug stromen naar het reservoir. De doorstroomsnelheid van de olie voor beide richtingen wordt geregeld door een aantal hoofdventielen: een op, een neer, en een bypassventiel. Het openen en sluiten van deze ventielen bepalen de versnelling, de nominale snelheid, de vertraging en de gelijkstelling van de lift. Kleine elektromagnetische ventielen activeren op hun beurt de hoofdventielen. Een veiligheidsventiel bij de cilinder zorgt ervoor dat de lift stopt zodra er ergens een olieleiding mocht breken.
Hydraulische liften waren een tijdelijke oplossing voor gebouwen met een geringe hoogte. Het was verboden om op deze gebouwen een extra verdieping te plaatsen voor de machinekamer. Door gebruik te maken maken van hydraulische liften heeft men aan de nieuwe bouweisen voldaan aangezien de machinekamer van een hydraulische lift op een willekeurige plaats kan worden geplaatst. Een latere oplossing (2008) bestaat uit machinekamerloze tractieliften die de functie van hydraulische liften vervangen. Nog een ander voordeel van de machinekamerloze tractielift is het energieverbruik: dit is de helft minder dan bij de hydraulische lift.